# Комета Сэки — Лайнса
C/1962 C1 (Комета Сэки — Лайнса) — комета, которую можно было наблюдать невооруженным глазом в 1962 году. Некоторые считают её одной из «Больших комет».

## Открытие и наблюдения
Комета была открыта астрономом-любителем Ричардом Д. Лайнсом вечером 3 февраля 1962 года. Он отправился в пустыню примерно в 50 км к востоку от Финикса, чтобы понаблюдать за небом в телескоп, когда обнаружил в южной части Млечного Пути туманное пятно, которое он не узнал. Он уже собирался обратиться к звездной карте, когда к нему подошли жена и несколько друзей. Все они увидели объект в телескоп, и жена отметила, что он похож на комету. Поскольку на звёздных картах в этом месте объект не значился, все они быстро поехали обратно в Финикс, чтобы сообщить об этом в обсерваторию Лоуэлла.
Примерно через семь часов, незадолго до полуночи в Японии, Цутому Секи, который уже открыл комету четырьмя месяцами ранее, также наблюдал в телескоп южную часть Млечного Пути, когда тоже обнаружил размытое пятно с яркостью около 9 m. Сначала он подумал, что это комета, но потом принял её за звездное скопление и прекратил наблюдения. Однако дело не давало ему покоя, и он вернулся к телескопу, чтобы проверить своё наблюдение. Теперь он убедился, что это была комета. Чтобы убедиться в этом, он решил на следующий вечер ещё раз проверить наблюдение, прежде чем сообщить о нем. Сначала он снова не смог найти комету и подумал, что это обман, но затем обнаружил её в другом месте, куда комета переместилась за прошедшее время. В итоге его сообщение о наблюдении поступило на официальный сайт раньше, чем сообщение Лайнса. Поскольку Лайнс не предоставил достаточно подробной информации о своем наблюдении, только на следующий день после первого открытия он получил подтверждение из Лоуэллской обсерватории, и поэтому комета была названа не Лайнса-Сэки, а Сэки-Лайнса.
В течение месяца комета многократно наблюдалась, в частности, Робертом Бернхемом-младшим в Аризоне и Джоном Кайстером Беннетом в Южной Африке, а также фотографировалась, в частности, Жоржем Ван Бисбруком в обсерватории Йеркс и Элизабет Рёмер во Флагстаффе. К середине февраля комета достигла наибольшего южного склонения, к концу месяца её яркость возросла примерно до 5 m, начал формироваться небольшой хвост.
С 9 марта комету можно было наблюдать невооруженным глазом. Её яркость продолжала быстро увеличиваться и к концу месяца достигла −1 m, голова кометы казалась ярко-жёлтой, а хвост был длиной 2-3°. 1 апреля комета прошла к западу от Солнца на расстоянии около 1,5°, как видно с Земли, но наблюдать её на дневном небе в бинокль не удалось. Только через несколько дней комету вновь удалось обнаружить в вечерних сумерках. В течение апреля её наблюдали многочисленные наблюдатели по всему миру. К середине месяца яркость снова быстро уменьшилась до 3 m, а к концу месяца — уже до 7 m. Длина хвоста, напротив, в первой половине апреля увеличилась до 15-20°, а к концу месяца вновь практически исчезла. Как и у кометы C/1957 P1 (Mrkos), появившейся несколькими годами ранее, здесь также наблюдалось явление параллельных полос.
В конце апреля комета достигла своего наибольшего северного склонения и через несколько дней начала вновь приближаться к Солнцу, как это видно с Земли. До конца мая её ещё можно было наблюдать визуально и фотографически. 27 июля она вновь прошла мимо Солнца на расстоянии 0,75° к северу от Земли. Только в конце октября удалось вновь получить его фотографии. Последние наблюдения были сделаны 25 января 1963 г. Рёмер. Комета достигла максимальной яркости в −2,5 m.

## Научная оценка
В марте-апреле 1962 г. были проведены спектрографические наблюдения кометы в обсерваториях ЮАР, Франции и Италии. Были получены спектрограммы высокого разрешения, на которых видны типичные для кометы эмиссионные линии C2, C3, Na, O, NH, NH2, CN и CH. Было исследовано необычное соотношение интенсивности между линиями D натрия.
В 1978 году Брайан Марсден, Зденек Секанина и Эдгар Эверхарт смогли рассчитать элементы гиперболической орбиты кометы по 92 наблюдениям за 352 дня. Они также определили значения для её первоначальной и будущей орбиты. Согласно расчётам, задолго до пролета во внутренней части Солнечной системы комета двигалась по эллиптической орбите с главной полуосью около 40 000 а.е. Было установлено, что будущая орбита также имеет эллиптическую форму с главной полуосью около 2850 а.е.
В 1989 году Сатоси Ябусита изучил влияние гравитации Млечного Пути на элементы орбиты в прошлом, в частности, на перигелийное расстояние при последнем обращении вокруг Солнца.

## Орбита
Из 32 наблюдений в течение 349 дней удалось определить (временно) гиперболическую орбиту кометы, которая наклонена к эклиптике примерно на 65°. В самой близкой к Солнцу точке своей орбиты (перигелии), которую комета прошла 1 апреля 1962 года, она находилась на расстоянии около 4,70 млн км от него, на высоте всего 5 ¾ солнечного радиуса. 26 февраля она уже достигла ближайшего сближения с Землей на расстоянии около 92,5 млн км (0,62 а. е.). 4 апреля она совершила второе сближение с Землей, на этот раз только на расстояние около 151,2 млн км (1,01 а. е.), а 30 апреля комета всё же прошла мимо Венеры на расстоянии около 70,6 млн км.